# El dubte
El dubte (títol original en anglès, Doubt) és una pel·lícula estatunidenca dirigida l'any 2008 per John Patrick Shanley. Va rebre 5 nominacions als Oscars, millor actriu, millor actor secundari, dos a la millor actriu secundària i millor guió adaptat.

## Anàlisi
Segona compareixença en 18 anys darrere de les càmeres del dramaturg i eficaç guionista nord-americà John Patrick Shanley, el qual
Reflexió aguda sobre la culpa i com viure amb ella, però també precisa mirada retrospectiva (el llargmetratge transcorre als pocs mesos de l'assassinat del president John Fitzgerald Kennedy) a una societat en la qual qualsevol que se sentís diferent xocava amb l'establert, la pel·lícula conté algunes de les actuacions més impecables (i implacables) que hem vist en molt temps, en un cinema tan freqüentment ric en aquest tipus de treballs.

## Repartiment
- Meryl Streep: germana Aloysious Beauvier, la directora de l'establiment
- Philip Seymour Hoffman: el pare Brendan Flynn
- Amy Adams: germana James
- Viola Davis: senyora Muller
- Alice Drummond: germana Victoria
- Joseph Foster: Donald Miller
- Matthew Marvin: Raymond Germain